# Новицкая, Мария Дмитриевна
Мари́я Дми́триевна Нови́цкая, в замужестве Дюр (23 января [4 февраля] 1816 (некоторые источники называют 1815) — 1868) — русская артистка балета и драматическая актриса, супруга актёра Николая Дюра.

## Биография
Окончила Петербургское театральное училище, педагоги Анастасия Лихутина, Антуан Титюс. Ещё во время учёбы принимала участие в балетных спектаклях Петербургской императорской труппы, поставленных балетмейстером Алексисом Блашем: 1832 — «Дон Жуан, или Пораженный безбожник» (Антонита) и 1833 — «Марс и Венера, или Сети Вулкана» (одна из граций).
По окончании театрального училища в 1834 году была определена в Петербургскую императорскую балетную труппу, выступавшую преимущественно в Большом театре. Была солисткой и исполнительницей пантомимных ролей, дебютировала в роли Фенеллы в опере Даниэля Обера «Немая из Портичи» (в России эта опера шла под названием «Фенелла»). Главная партия принесла молодой балерине феноменальный успех — она затмила исполнявшую эту роль балерину Екатерину Телешову. Существует литография с рисунком Павла Брюлло, где изображены Новицкая и её партнёр Константин Голланд в финальной сцене оперы спектакля 14 января 1834 года (хранится в Музее изобразительных искусств им. А. С. Пушкина в Москве; опубл. ЛН, т. 58, М., 1952, с. 277). М. Ю. Лермонтов в гл. III своей незаконченной повести «Княгиня Лиговская» описывает, как по окончании спектакля «все с громом вызывали Новицкую…», разговор о ней ведется между Негуровой и Печориным (VI, 136, 137):

Печорин, закутанный в шинель и надвинув на глаза шляпу, старался продраться к дверям, он поровнялся с Лизаветою Николаевной Негуровой; на выразительную улыбку отвечал сухим поклоном, и хотел продолжать свой путь, но был задержан следующим вопросом: «Отчего вы так сериозны, Msr. George? — вы недовольны спектаклем?» 

— Напротив, я во всё горло вызывал Голланда!..

— Не правда ли, что Новицкая очень мила!..

— Ваша правда.

— Вы от неё в восторге.

— Я очень редко бываю в восторге.

М. Ю. Лермонтов. «Княгиня Лиговская» (1836 г. — не завершено).
М. Д. Новицкая проработала в Петербургской императорской труппе всю творческую жизнь, сначала как балерина, потом как драматическая актриса. Критика отмечает: «В период возросшей виртуозности танца сохраняла эмоциональную насыщенность и глубину содержания, свойственные исполнительской школе Дидло».

В 1839 году рано лишилась мужа, выдающегося русского артиста Петербургской императорской труппы Николая Дюра — тот, болея, беспокоился о семье. Вот что писал на его смерть А. И. Вольф, «Хроника петербургских театров»: 
Женат он был на Новицкой, красивой мимической танцовщице, прославившейся в роле немой в «Фенелле», и имел от неё несколько детей. За два дня до смерти Дюр получил от директора театров следующее письмо: «Любезный Николай Осипович! Вследствие твоей просьбы я говорил с г.министром, а он позволил мне объявить тебе, что без сомнения Государь Император не оставит своими милостями жены и дочерей твоих в случае, если бы мы имели горесть тебя лишиться. Итак, с этой стороны ты должен быть совершенно спокоен, но я надеюсь, что Всевышний сохранит тебя для счастья твоего семейства и для славы русской сцены, и что ты ещё сам много лет будешь пользоваться милостями Его Императорского Величества, чего душевно тебе желаю, пребывая с истинным уважением». Несмотря на то, что госпожа Дюр получала сама жалованье как артистка, ей было назначено 4 тысяч р. ас. пенсии, цифра по тому времени громадная.
После завершения балетной карьеры в 1840—1854 гг. М. Д. Новицкая стала брать уроки драматического мастерства у А. М. Колосовой и В. А. Каратыгина и выступала как драматическая актриса в Александринском театре.
В 1854 г. полностью оставила сцену.
Среди исполненных ролей:
Балетные партии:
- 1834 — «Фенелла» («Немая из Портичи») — Фенелла (опера ставилась в России под названием «Фенелла»)
- 1834 — «Нина, или От любви сумасшедшая», балетмейстер Ш. Дидло — Нина
- 1834 — «Кавказский пленник, или Тень невесты», балетмейстер Ш. Дидло — Кзелкайя
- 1835 — «Сильфида» — Эффи (впервые на русской сцене[1]; по другим источникам, балет «Сильфида» впервые прошёл в Петербурге 18 сентября 1837 года[5])
- 1835 — опера «Влюбленная баядерка» — Золое
- 1837 — «Рауль Синяя Борода, или Опасность любопытства» — Изора
- 1837 — «Дезертир» — Луиза
- 1838 — «Гитана, испанская цыганка», балетмейстер А. Титюс Герцогиня (впервые на русской сцене)
- «Дон-Жуан»
- «Венгерская хижина, или Знаменитые изгнанники» Ф. М. А. Венюа

Среди драматических ролей (1840—1854):
- 1840 — «Эдип в Афинах» В. А. Озерова — Антигона
- «Коварство и любовь» Ф. Шиллера — Луиза